# Acutiserolis spinosa
Acutiserolis spinosa är en kräftdjursart som först beskrevs av Oleg Grigor'evich Kussakin 1967.  Acutiserolis spinosa ingår i släktet Acutiserolis och familjen Serolidae. Inga underarter finns listade i Catalogue of Life.